# Backwell
Backwell is een civil parish in het bestuurlijke gebied North Somerset, in het Engelse graafschap Somerset. De plaats telt 4589 inwoners.

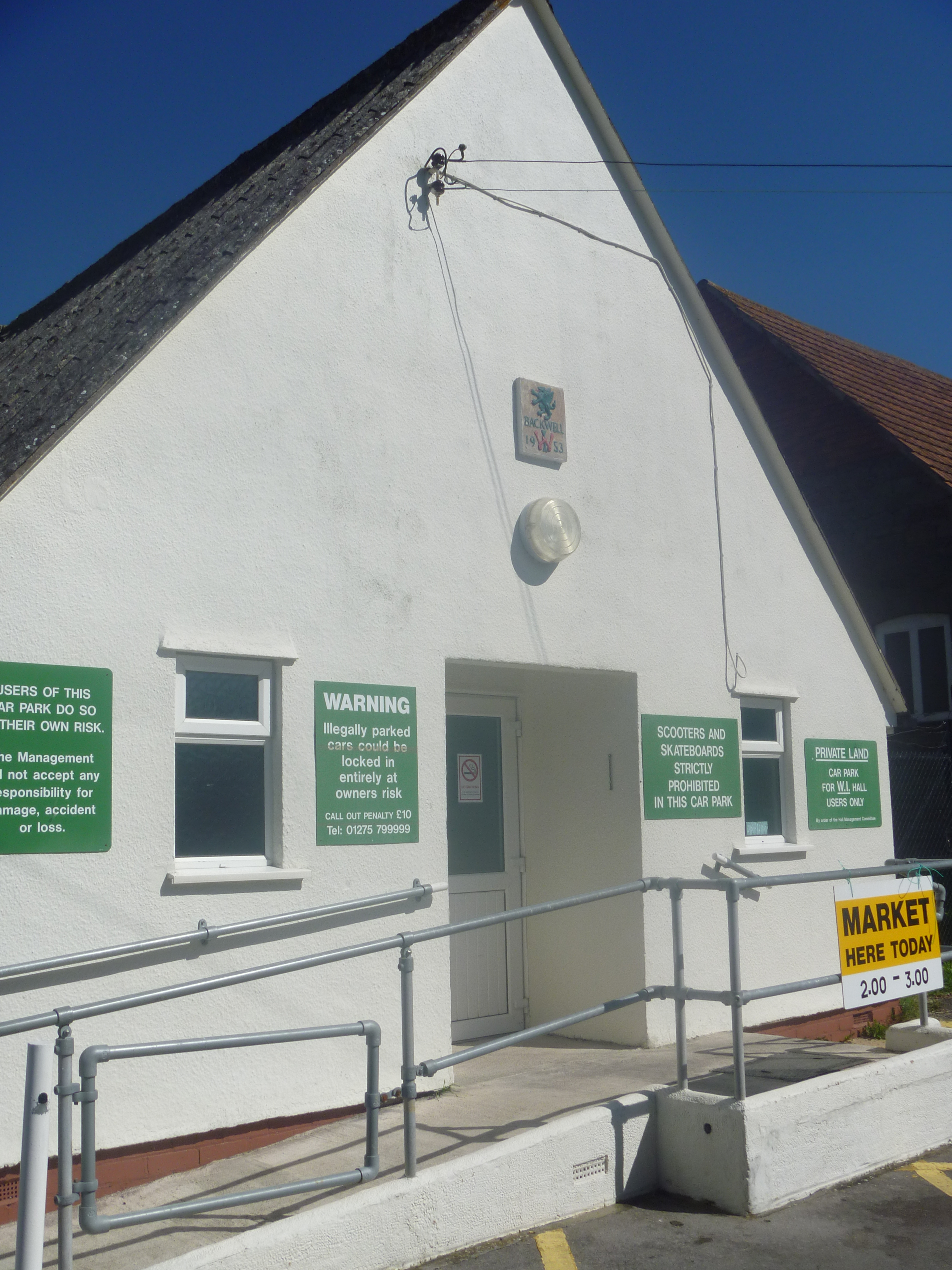
Women's Institutes Hall
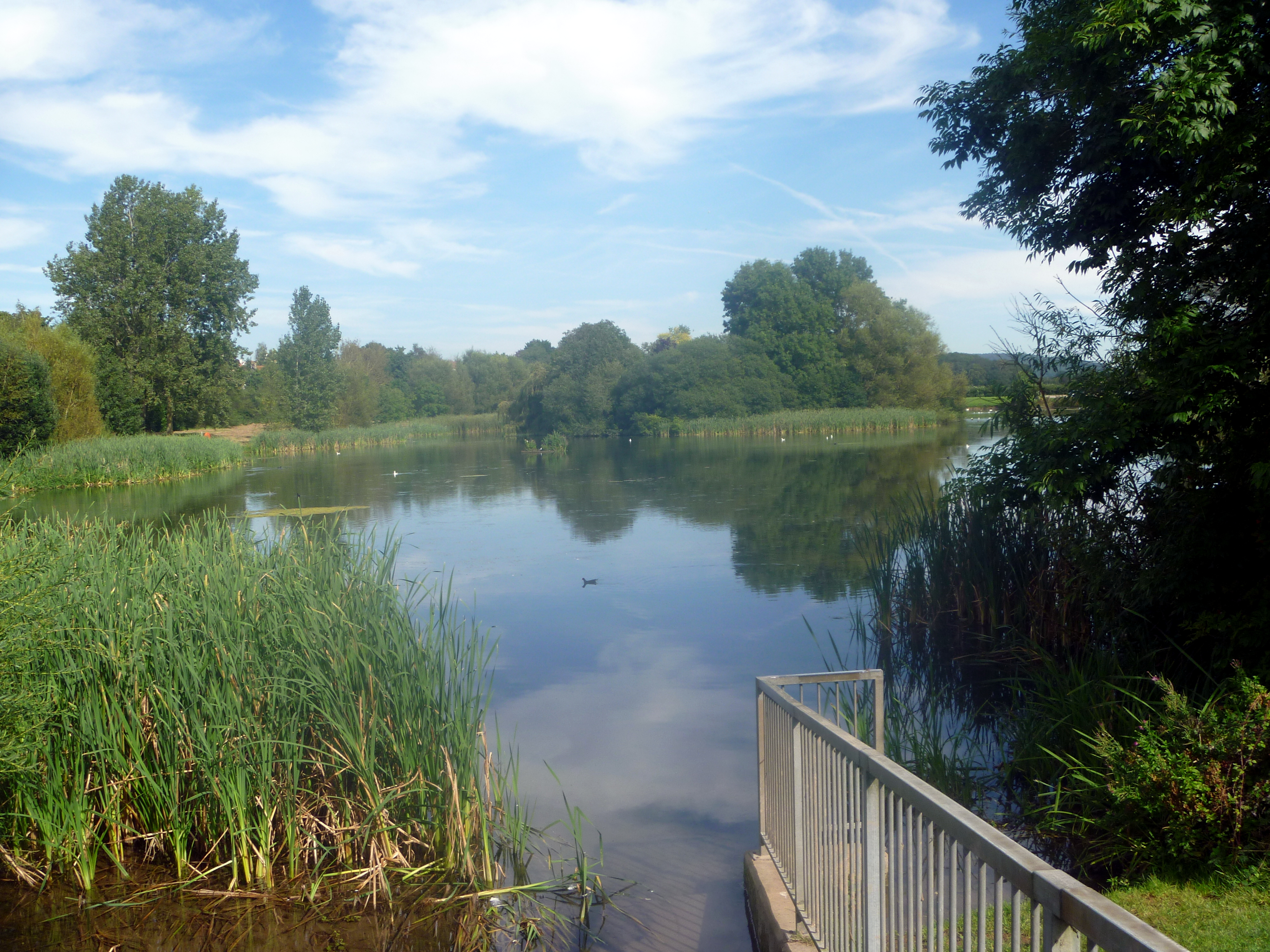
Meer van Backwell
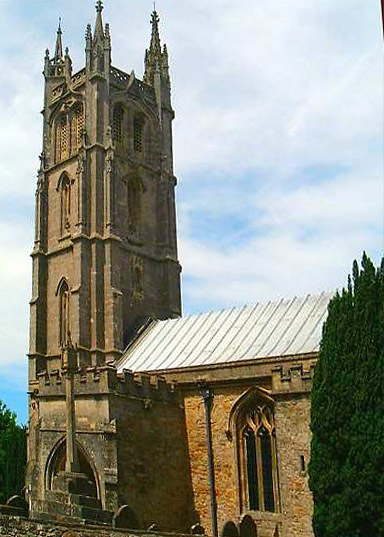
St Andrew's Church